# カハラモール
カハラ・モールはオアフ島東側、ホノルルのカハラ地域にある室内ショッピングモールである。
414,000平方フィートの総賃貸面積をもつ大きなショッピングセンターであるだけでなく、カハラ・モールは多くのTheBus路線のハブとしての機能も持っている。モールはワイアラエ通りに面しており、H1ハイウェイがカラニアナオレ・ハイウェイと交わるポイントの近くである。

## 歴史
カハラ・モールは1954年11月に「ワイアラエ・ショッピング・センター」としてオープンした。1969年から1970年にかけてPhilip Lyon, Gordon and Companyがリノベーションを行い、「カハラ・モール」として再オープンした。かつてF.W.ウールワース・カンパニーの安売店（dime store）が存在していた 。一時期、数マイルの中で唯一のボウリング場として「ワイアラエ・ボウル」が運営されていたが、現在は閉店している。
2006年3月31日に、モールは洪水に襲われた。これによって60から90のテナントが浸水し、映画館にある劇場の壁が2つ被害を受けた。

## 管理
カハラ・モールはMMI不動産（MMI Realty, Inc.）によって管理されている。土地はカメハメハ・スクールによって管理されている。

## 店舗
カハラ・モールには国内外から多くの有名店が入居している。主なテナントには、CVS/ファーマシー（「ロングス・ドラッグ」として営業）、ホールフーズ・マーケット、クレアーズ、Apple Store、バナナ・リパブリック、メイシーズ（かつてのリバティ・ハウス）、ロス・ドレス・フォー・レス、スターバックス、ジャンバ・ジュース、GameStop、チリーズ・グリル・アンド・バー、カリフォルニア・ピザ・キッチンなどがある。モールにはConsolidated Theatres Kahala 8というシネマ・コンプレックスもある。

## 顧客
無料の運動プログラムに参加するために地域の高齢者が朝早く頻繁にモールを利用している。また、営業時間中や後には各年代の学生が定期的に見られる。施設内には集まったりノートパソコンを使える集合エリアがあり、学生たちに利用されている。
著名な利用客にはハワイ5-0で著名なジャック・ロードがいる。彼は晩年に幾度もモールを散歩したという。モールの外側、カリフォルニア・ピザ・キッチンの入り口近くにはブロンズの胸像が鎮座している。